# 작은큰머리땃쥐
작은큰머리땃쥐(Paracrocidura schoutedeni)는 땃쥐과에 속하는 포유류의 일종이다. 카메룬과 중앙아프리카공화국, 콩고 공화국, 콩고 민주 공화국, 적도 기니 그리고 가봉에서 발견된다. 자연 서식지는 아열대 또는 열대 기후 지역의 습윤 저지대 숲이다.